# Geureenheid
De geureenheid (ge) is een maat die gebruikt wordt om de mate van 'geurbelasting' te beschrijven. De geurconcentratie van een gasvormige stof wordt uitgedrukt in een aantal geureenheden per volume-eenheid lucht. Hierbij is één geureenheid de hoeveelheid geurveroorzakende stof die aan 1 m³ lucht moet worden toegevoegd opdat de helft van een groep mensen (een zogenaamd geurpanel) de geur nog net kan onderscheiden van reukloze lucht, en de andere helft niet. Deze concentratie (hoeveelheid per m³) is de geurdrempel.
Het aantal geureenheden in een monster is bijgevolg het aantal malen dat men dit monster met reukloze lucht moet verdunnen om tot de geurdrempel te komen.
De manier waarop de geurconcentratie wordt bepaald, is genormeerd in de Nederlandse norm NEN-EN 13725:2003/C1:2006 Bepaling van de geurconcentratie door dynamische olfactometrie, die op Europees vlak werd aangenomen.
Op 1 januari 2007 werd de "geureenheid" vervangen door de Europese eenheid ouE (Odour Unit European). Hierbij geldt dat 1 ouE gelijk is aan 2 geureenheden.
In Nederland wordt sinds 1 januari 2013 de "Europese geureenheid" gebruikt. Dit betreft alleen een verandering van naam. Wat ooit twee geureenheden waren, werd later één Europese Odour Unit ouE en heet sinds 1 januari 2013 een Europese geureenheid ouE.